# Micythus
Genre
Micythus est un genre d'araignées aranéomorphes de la famille des Gnaphosidae.

## Distribution
Les espèces de ce genre se rencontrent en Birmanie, en Chine, en Thaïlande, en Malaisie et en Indonésie.

## Liste des espèces
Selon World Spider Catalog (version 24.5, 11/08/2023) :
- Micythus anopsis Deeleman-Reinhold, 2001
- Micythus pictus Thorell, 1897
- Micythus rangunensis (Thorell, 1895)
- Micythus torquentus Cui, 2023

## Systématique et taxinomie
Ce genre a été décrit par Thorell en 1897 dans les Drassidae.

## Publication originale
- Thorell, 1897 : « Viaggio di Leonardo Fea in Birmania e regioni vicine. LXXIII. Secondo saggio sui Ragni birmani. I. Parallelodontes. Tubitelariae. » Annali del Museo Civico di Storia Naturale di Genova, sér. 2, vol. 17, p. 161-267 (texte intégral).